# Vaxholm radio

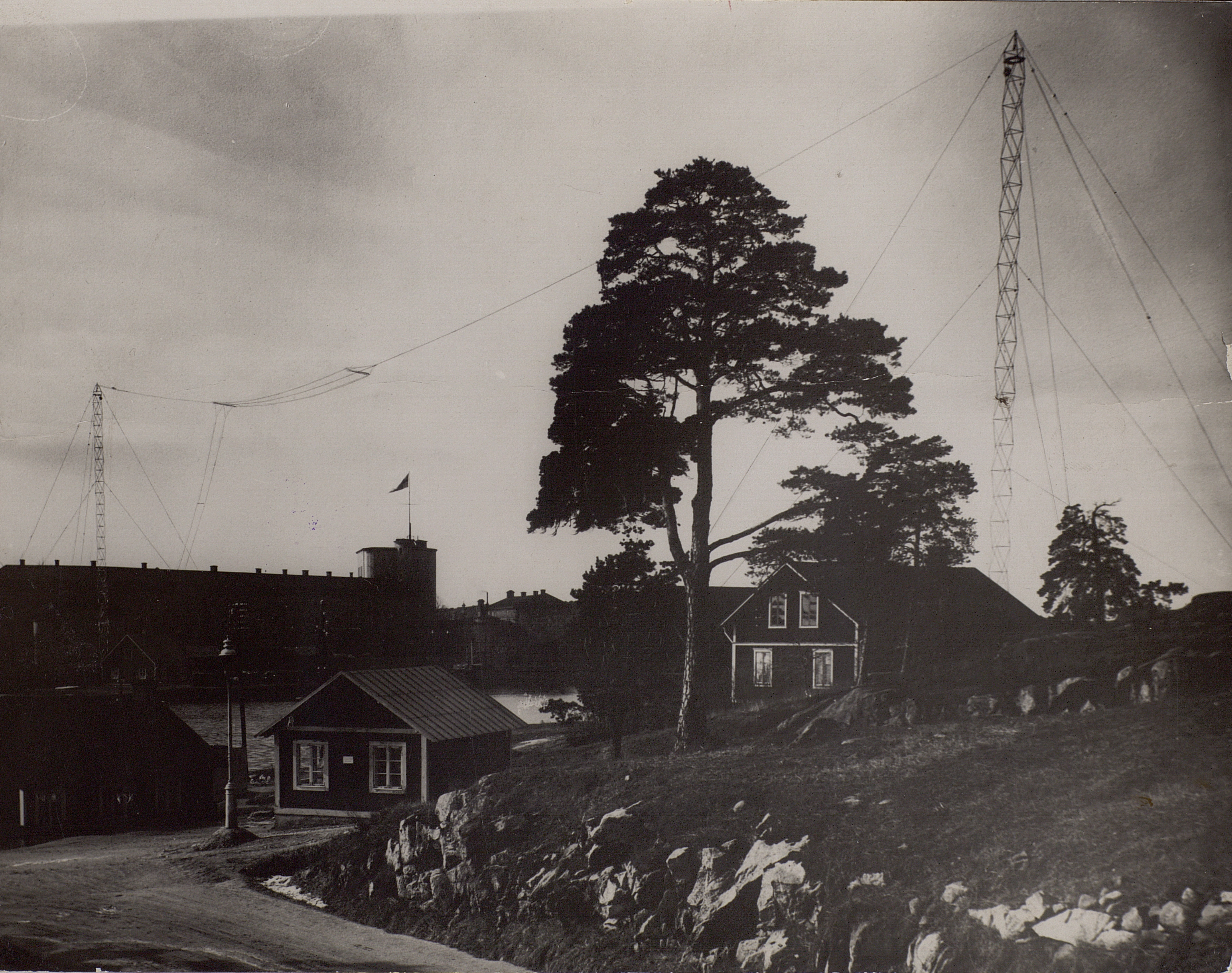
Vaxholm radio med radiomaster, sett från Rindö. Bild från 1930

Vaxholm radio var den första permanenta kustradiostationen i Stockholmsområdet, som hanterade både militär och civil radiotrafik.

## Stationens historia

### Inledning
Stationen byggdes bland annat för att ersätta marinens tidiga experimentstation vid Oskar-Fredriksborg, som varit i drift som en av Sveriges första kustradiostationer sedan 1902. Då dessutom Telegrafverket hade behov av en civil kustradiostation, beslöts om en gemensam anläggning med antennmast vid Vaxholms kastell och där ytterligare en antennmast placerades på Rindö med antennen däremellan.
Den nya anläggningen var klar att tas i drift för civil och militär telegramtrafik, med den internationella anropssignalen SAF, den 14 december 1914.

### Telefoni-sändare

Luftskeppet Bodensee landar på Gärdet, oktober 1919

Utrustningen var en gnistsändare för långvågstelegrafi på ca 8 kW, men redan 1919 moderniserades den med möjligheter till telefoni. Den 1 september kunde ett antal journalister vid en radiomottagare inne i Stockholm, för första gången avlyssna ett radioprogram med tal och musik sänt trådlöst från Vaxholm radio, enligt radioprofilen Carl-Uno Sjöblom. En märkesdag för radiostationen var den 8 oktober 1919 då ett luftskepp för första gången landade i Sverige. Det var det tyska luftskeppet Bodensee som landade på Gärdet i Stockholm. Vaxholm radio hade telegrafikontakt med luftskeppet redan vid starten från Berlin, och övergick till telefoni på ca 10 mils avstånd. På 1920-talet fick stationen den första rörsändaren på långvåg. Från 1928 sändes även på kortvåg, tills Göteborg radio tog hand om kortvågstrafiken 1930. Stationen hade 1928 också trafik med Nobile-expeditionen som med luftskeppet Italia var på väg till Nordpolen. Telegrafverket lämnade den civila delen av Vaxholm radio den 31 december 1936, och den ersattes då med den nyöppnade kustradiostationen Stavsnäs radio med mottagarstationen i Stavsnäs by och sändarstationen på norra udden av Hölö på Fågelbrolandet i Värmdö.

### CM:s station
Stationen vid Vaxholms kastell blev därefter helt militär, men överlämnades inte officiellt till marinen förrän den 10 juni 1938, och då med uppdraget att fungera som Chefens för Marinen (CM) egen station.
Marinen startade planering för ny utrustning placerad i ett bergrum på Rindö-sidan, samt en byggnad ovan jord. Arbetena påskyndades när andra världskriget bröt ut. Då starka sändare även stör egna mottagare planerades efter kriget för en flyttning av endera parten. I början av 1950-talet sprängdes ett nytt bergrum ut vid Mjöldammen vid stranden ca 1,5 km österut på Rindö. Här placerades långvåg- och kortvågsändare samt två 50-meters och en 30-meters antennmast. Det gamla bergrummet på västra Rindö blev istället mottagarstation. Då stationens uppgifter övertogs av Hårsfjärden radio på Märsgarn, avvecklades Vaxholm radio under 1960- och början av 1970-talet. Stationsbyggnaden på västra Rindö hade 2005 omvandlats till vandrarhem och naturen vid Mjöldammen är numera återställd.